# Rudolf von Willemoes-Suhm

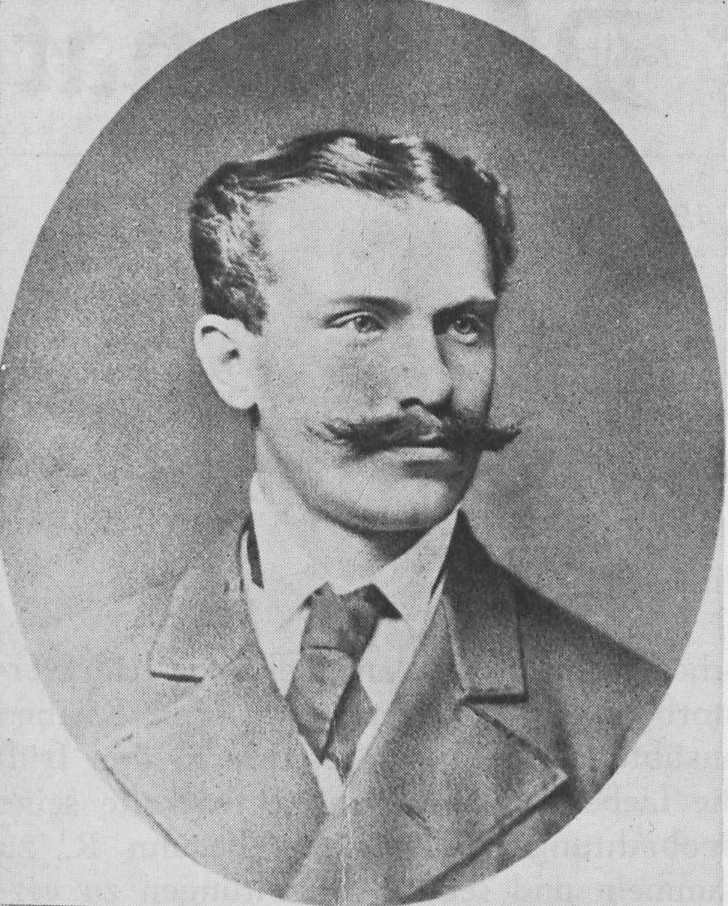
Rudolf von Willemoes-Suhm, um 1870

Detlef Carl Martin Rudolf von Willemoes-Suhm (* 11. September 1847 in Glückstadt; † 13. September 1875 in der Nähe von Tahiti) war ein deutscher Naturwissenschaftler und Biologe. Er war maßgeblich an der Challenger-Expedition als Zoologe beteiligt.

## Leben

### Schule und Lehre
Rudolf von Willemoes-Suhm, ältester Sohn des Rendsburger Landrats Peter Friedrich von Willemoes-Suhm, erhielt seinen ersten Schulunterricht in Wandsbeck und besuchte später das Johanneum in Hamburg, wo er am 20. März 1866 das Abitur ablegte.
Schon in seiner Schulzeit war sein naturwissenschaftliches Interesse geweckt worden. Erste öffentliche Beachtung fanden seine Publikationen in der Fachzeitschrift Der Zoologische Garten. Einige davon waren: Beiträge zur Vogelfauna Norddeutschlands, Zu Andernachts Vogelfauna oder Die Albinos unter den Vögeln des Hamburger Museums (1867). Schon kurz vor seinem Abitur hielt er den Vortrag Die Raubvögel der Gegend von Hamburg-Altona (1866), welcher später auch in der Zeitschrift Der Zoologische Garten erschien. Diesen Aufsatz schrieb er mit 18 Jahren.

„Wohl sind wir also berechtigt, die geographische Verbreitung der Arten als einen der wichtigsten Zweige der Naturwissenschaften hinzustellen und, soweit unsere Kräfte reichen, zur Erweiterung ihrer Kenntniss mitzuwirken. Und Vieles, sehr Vieles ist noch dabei zu thun übrig.“

Ab dem 24. April 1866 begann er sein Studium der Rechtswissenschaft in Bonn, wo er Mitglied des Corps Borussia wurde. Jedoch wechselte er nach nur einen Semester an die Universität München, um dort Zoologie zu studieren. Ab dem 17. April 1869 setzte er seine Studien an der Universität Göttingen fort, wo er am 19. Februar 1870 mit einer Dissertation über die Anatomie und Entwicklung einiger spezieller Parasiten zum Doktor der Philosophie promoviert wurde.

### Studien und Expeditionen
Studienaufenthalte in La Spezia, Genua und der Kieler Bucht wurden durch die Einberufung in das Hessische Husarenregiment unterbrochen.
Nach der Rückkehr an die Universität München nahm er an einer Expedition zu den Färöer-Inseln teil, von der er in Briefen an seine Mutter berichtete. Die Ergebnisse dieser Forschungsreise veröffentlichte er in der Fachzeitschrift Nature.
Nach der Ankunft des Expeditionsschiffes Phoenix im Oktober 1872 in Edinburgh lernte Willemoes-Suhm den bekannten Naturwissenschaftler und Professor Charles Wyville Thomson kennen, der ihn wiederum auf die Challenger-Expedition einlud.
Willemoes-Suhm übernahm die Aufgabe des Zoologen auf der Challenger-Expedition und beschrieb und zeichnete die während der Expedition entdeckten Spezies. Er starb kurz vor Ende der Reise am 13. September 1875 an Bord an den Folgen einer Infektionskrankheit (Wundrose).
Seine persönlichen und wissenschaftlichen Erfahrungen berichtete er in Dutzenden Briefen an seine Mutter und den Professor Philipp Franz von Siebold, der diese in Fachzeitschriften veröffentlichte.

## Leistungen
Als Hinterlassenschaften seiner Arbeiten gelten die große Anzahl seiner Briefe und Arbeiten, die seine Mutter nach dem Tod veröffentlichte. Außerdem wurden nach ihm die Polychelidae-Gattung Willemoesia sowie die Insel Suhm Island benannt, die während der Challenger Expedition entdeckt wurden.

## Publikationen
- Challenger-Briefe. 1872–1875. doi:10.5962/bhl.title.1777
- Biologische Beobachtungen über Niedere Thiere. 1871.
- Ueber einige Trematoden und Nemathelminthen. 1870.
- Ueber Coelacanthus und einige verwandte Gattungen. 1867.
- Zahlreiche Veröffentlichungen in der Fachzeitschrift Der zoologische Garten (Hrsg.) F.C. Noll, Sauerländer, Frankfurt.
- Von der Challenger Expedition. Briefe an C. Th. E. v. Siebold von R. v. Willemoes-Suhm, in: Zeitschrift für wissenschaftliche Zoologie, Engelmann, Leipzig
  - I., 23. Bd., 1873, S. 331 ff. / I-VIII
  - II., 24. Bd., 1874, S. 581 ff. / IX-XXIV
  - III., 25. Bd., 1875, S. 217 ff. / XXV-XLVI
  - IV., 26. Bd., 1876, S. 139 ff. / XLVII-LVIII
  - V., 26. Bd., 1876, S. 225 ff. / LIX-LXXV
  - VI. 26. Bd., 1876, S. 490 ff. / LXXVI-XCI
  - Nachschrift S. XCI